# Güigüe
Güigüe è una città del Venezuela situata nello Stato di Carabobo e in particolare nel comune di Carlos Arvelo.